# Centrale termoelettrica di Turbigo

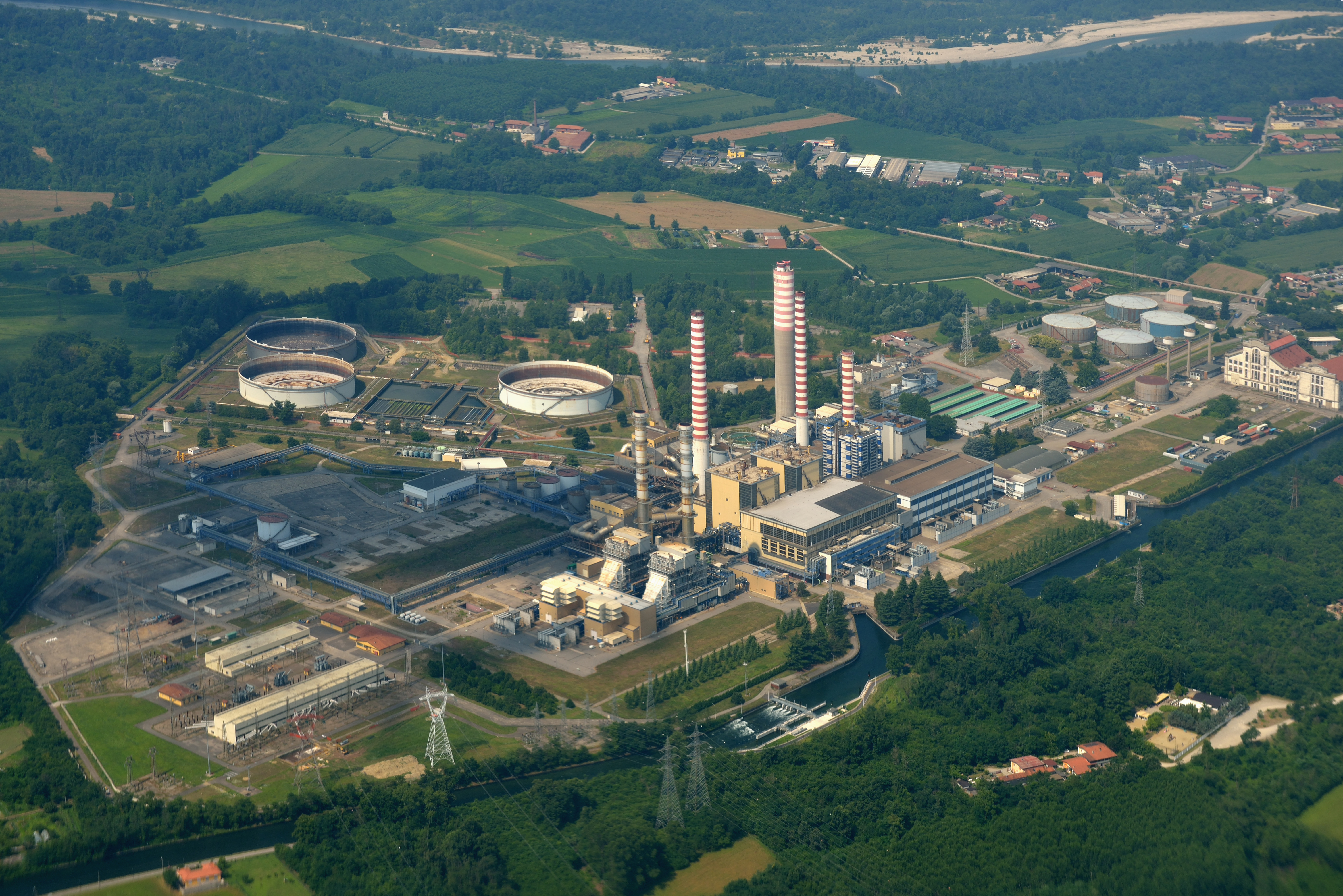
La centrale termoelettrica

La centrale termoelettrica di Turbigo è una centrale termoelettrica di proprietà Iren con una potenza totale di 1280 MW. Si trova a Turbigo, in provincia di Milano. Attualmente è in funzione solo la sezione 4.

## La storia
Il primo gruppo della vecchia centrale di Turbigo ponente da 35 MW è entrato in servizio nel 1928. Nel 1937 è entrata in servizio la prima linea europea a 220 kV, la Isarco-Torino, che faceva capo alla sottostazione di Turbigo. Negli anni sessanta, smantellato il vecchio impianto, sono stati installati un gruppo da 70 MW e uno da 75 MW che sono entrati in servizio rispettivamente nel 1960 e nel 1964. Con la costituzione dell'Enel venivano realizzate le seguenti sezioni: nel 1967 è entrato in servizio un gruppo da 250 MW e nel 1970 sono entrate in funzione altre 3 unità, una da 320 MW e due da 330 MW. Il Ministero dell'Industria, su richiesta dell'Enel, con i decreti 30-06-1990 e 28-10-1993 aveva autorizzato gli interventi di ripotenziamento e di adeguamento ambientale. A ciascun gruppo vapore era stata associata una sezione turbogas da 125 MW.
A fine 2005 Edipower è stata autorizzata alla riqualificazione ambientale dell'impianto con trasformazione in ciclo combinato delle sezioni 2 e 4.Il progetto di riqualificazione prevede 2 fasi articolate come sotto descritto:
- Fase I:
  - dismissione, a eccezione della turbina a vapore e del condensatore, della sezione 4;
  - dismissione e demolizione dei quattro turbogas esistenti;
  - installazione di un ciclo combinato da 850 MWe costituito da due nuove turbine a gas da 264 MWe ciascuna, associate alla turbina a vapore della sezione 4 esistente;
  - mantenimento delle sezioni a vapore 1, 2 e 3 esercite in assetto isolato.
- Fase II
  - dismissione, a eccezione della turbina a vapore e del condensatore, della sezione 2;
  - la demolizione delle due ciminiere dismesse delle sezioni 1 e 2 a vapore;
  - installazione di un ciclo combinato da circa 430 MWe costituito da una nuova turbina a gas da 264 MWe associata alla turbina a vapore della sezione 2 esistente;
  - mantenimento delle sezioni a vapore 1 e 3, esercite in assetto isolato.

La fase 1 è in via di ultimazione e il modulo 4 sta terminando la fase di commissioning. Le attività preliminari di cantierizzazione sulla sezione 2 relativa alla fase 2 sono iniziate a giugno 2008.
Nel 2013 la società Iren acquisisce l'impianto in seguito all'uscita dalla società Edipower.
Nel 2022 è stata avviata la turbina a vapore del nuovo ciclo combinato della centrale termoelettrica di Turbigo. Con questo traguardo Iren compie un altro importante passo verso il completamento e la messa a regime del nuovo impianto da 430 MW che porterà la potenza complessiva della centrale a circa 1.280 MW.

## Caratteristiche
La centrale occupa un'area di 56 ettari situata sulla sponda destra del Naviglio Grande, nel nord-ovest della Lombardia, nei territori dei Comuni di Turbigo e di Robecchetto con Induno, in provincia di Milano. È attualmente costituita da 3 sezioni termoelettriche convenzionali funzionanti a olio/gas in esercizio (sezioni 1,2,3) e da un modulo (modulo 4) a ciclo combinato funzionante a gas. Le potenze delle sezioni/modulo sono:
- sezione 1 - 250 MW
- sezione 2 - 320 MW
- sezione 3 - 330 MW
- modulo 4 - 850 MW

La centrale è collegata alla rete elettrica nazionale a 380 kV tramite una stazione elettrica in blindato.

## Analisi tecnica sezioni 1, 2, 3

### Generatori di vapore
|                       | Sezione 1              | Sezione 2              | Sezione 3                                      |
| --------------------- | ---------------------- | ---------------------- | ---------------------------------------------- |
| Tipologia             | A circolazione forzata | A circolazione forzata | A corpo cilindrico, a circolazione controllata |
| Bruciatori            | Frontali               | Fronte/retro           | Tangenziali                                    |
| Produzione di vapore: | 840 t/h                | 1.050 t/h              | 1.050 t/h                                      |
| Pressione vapore:     | SH/RH 207/43 bar       | SH/RH 175/37 bar       | SH/RH 175/37 bar                               |
| temperatura vapore:   | SH/RH 538 °C           | SH/RH 538 °C           | SH/RH 538 °C                                   |

#### Turbina a vapore
La turbina trasforma l'energia termica posseduta dal vapore prodotto dalla caldaia in energia meccanica che si rende disponibile sotto forma di coppia motrice all'albero della macchina. La turbina è costituita da stadi di alta, media e bassa pressione e pone in rotazione l'alternatore. Il vapore dopo aver attraversato la turbina viene scaricato al condensatore. La potenza nominale continua risulta:
|         | Sezione 1 | Sezione 2 | Sezione 3 |
| ------- | --------- | --------- | --------- |
| Potenza | 250 MW    | 320 MW    | 330 MW    |

#### Alternatore
L'alternatore trasforma l'energia meccanica delle turbine in energia elettrica. Nelle sezioni a vapore la tensione nominale varia tra i 15 kV e i 20 kV. Il raffreddamento è a circolazione forzata di acqua e di idrogeno.

#### Condensatore
Il condensatore utilizza l'acqua prelevata dal Naviglio Grande per condensare il vapore scaricato dalla turbina a vapore.

## Analisi tecnica del gruppo 4 (ciclo combinato)

### TG (turbogas)
Le due turbine a gas impiegate nel ciclo combinato sono di potenza unitaria di circa 270 MWe. Ognuna comprende il compressore d'aria assiale che provvede alla fornitura dell'aria comburente necessaria per la combustione e per il raffreddamento delle parti calde della macchina. I combustori sono del tipo a basso sviluppo di NOx per contenere le emissioni entro i limiti imposti dalla normativa vigente. L'energia termica fornita dalla combustione viene trasformata in energia meccanica nella turbina a gas e successivamente in energia elettrica attraverso l'alternatore accoppiato. I gas di combustione in uscita dalle turbine a gas vengono inviati ai GVR, dove cedono calore per la produzione di vapore, e successivamente scaricati al camino.

### GVR
I Generatori di Vapore a Recupero sono scambiatori di calore a superficie che, recuperando l'energia termica esistente nei gas di scarico dei TG, producono il vapore necessario ad azionare la Turbina a Vapore.

#### Turbina a vapore
I principali dati tecnici sono:
- Tipo: Azione-reazione a 4 stadi
- Potenza nominale: 340 MW
- Pressione vapore: SH 171 bar
- Pressione vapore: RH 45 bar
- Temperatura vapore: SH 538 °C
- Temperatura vapore: RH 538 °C
- Pressione allo scarico: 0,050 bar

#### Alternatori
I due alternatori accoppiati ai turbogas sono del tipo trifase, raffreddati ad aria in ciclo chiuso. Il terzo alternatore (accoppiato alla turbina a vapore) è del tipo trifase con raffreddamento misto (atmosfera di idrogeno in ciclo chiuso + raffreddamento ad acqua deionizzata in ciclo chiuso per gli avvolgimenti statorici).

#### Trasformatori principali
Ciascun alternatore è rigidamente collegato al proprio trasformatore elevatore che innalzerà la tensione fino a 380 kV onde permettere l'immissione dell'energia elettrica prodotta sulla rete di trasporto nazionale.

#### Condensatore
Il condensatore è del tipo a superficie, con tubi orizzontali a semplice passaggio, attraversati dall'acqua del Naviglio Grande. Il vapore scaricato dagli stadi di bassa pressione della turbina, lambendo i tubi, si condensa trasformandosi in acqua, che si raccoglie nel pozzo caldo e, ripreso dalle pompe di estrazione, è rinviato, previo trattamento fisico-chimico, ai GVR.

#### Combustibili
Il combustibile utilizzato nella centrale è esclusivamente il gas naturale, approvvigionato mediante metanodotto.

## Tutela ambientale
La centrale è dotata dei seguenti sistemi di contenimento delle emissioni in atmosfera:
- Gruppo 3: sistemi di combustione "a basso NOx" per ridurre le emissioni di ossidi di azoto (NOx);
- Gruppi 1 e 2: denitrificatori catalitici (DeNOx) per ridurre le emissioni di ossidi di azoto (NOx);
- Gruppi 1, 2 e 3: precipitatori elettrostatici (PE) per ridurre le emissioni di polveri.

Le emissioni in atmosfera di ossidi di azoto (NOx), biossido di zolfo (SO2), polveri e monossido di carbonio (CO) vengono controllate e registrate in continuo tramite un Sistema di Monitoraggio Emissioni (SME); i valori misurati sono trasmessi ogni semestre all'autorità di controllo.
Le immissioni al suolo di biossido di zolfo (SO2) e di ossidi di azoto (NOx) sono rilevate da una rete di rilevamento della qualità dell'aria (RRQA) costituita da cinque postazioni di misura situate nei comuni di Turbigo, Castano Primo, Cuggiono, Galliate e Robecchetto con Induno. Le apparecchiature di rilevamento sono state ulteriormente implementate nell'ambito del Progetto di Riqualificazione. Le postazioni di Turbigo, di Castano Primo e Robecchetto sono dotate anche di analizzatori polveri totali. I dati raccolti sono resi disponibili in lettura all'autorità di controllo.
Le acque reflue di centrale (acide/alcaline e oleose) sono trattate da appositi impianti (ITAR, Impianto Trattamento Acque Reflue e vasche di disoleazione), i cui scarichi sono controllati in continuo. Le acque biologiche sono conferite direttamente alla fogna comunale.
In generale, tutte le attività che hanno o possono generare un'interazione con l'ambiente sono gestite in modo conforme alla vigente normativa ambientale e secondo le migliori tecniche disponibili. La centrale adotta un sistema di gestione ambientale che ha ottenuto la certificazione secondo la norma UNI EN ISO 14001 nel mese di settembre 2000.
Per promuovere il miglioramento continuo delle prestazioni ambientali, nonché l'informazione al pubblico, la centrale ha inoltre aderito volontariamente al sistema comunitario di ecogestione e audit denominato "EMAS", ottenendone la registrazione n° I-000051 il 21 marzo 2001.